# عبد الكبير (اسم)
عبد الكبير هو اسم عربي يطلق على الذكور، وهو مستخدم في العهد الحديث . وهو مكون من جزأين «عبد» و «الكبير». الكبير اسم من اسماء الله الحسنى المذكورة في القرآن الكريم.

## شخصيات تحمل الاسم
- عبد الكبير الخطيبي
- عبد الكبير العلوي
- عبد الكبير الوادي
- عبد الكبير ودار
- عبد الكبير أبقار
- عبد الكبير بن ثابت